# SN 1982Z
SN 1982Z – niepotwierdzona supernowa odkryta 12 lutego 1982 roku w galaktyce A073538-4716. W momencie odkrycia miała maksymalną jasność 19,00m.